# Nullsoft Streaming Video
Nullsoft Streaming Video (NSV) – kontener multimedialny zaprojektowany do przesyłania strumienia wideo poprzez internet. NSV został opracowany przez firmę Nullsoft, która stworzyła również Winampa.
Aktualnie jako kodek dźwięku wykorzystywany jest format MP3 i AAC, a jako kodek obrazu VP3, VP5 lub VP6.
Format NSV konkuruje na rynku mediów strumieniowych z produktami oferowanymi przez różne firmy i ich formatami. Między innymi są to:
- Windows Media
- QuickTime
- RealAudio i RealVideo

Każdy format ma swoje plusy i minusy, a zdobycie popularności nie jest łatwym zadaniem. 
Mimo iż NSV został zaprezentowany na początku 2003 to dopiero ukazanie się Winampa w wersji 5 spowodowało prawdziwą eksplozję popularności NSV. To wraz z nim pojawiło się wbudowane narzędzie zwane "Media Library", które oferowało spis strumieni audio (SHOUTcast) i wideo (NSV). Identyczna funkcjonalność pojawiła się również w starej serii Winamp'a od wersji 2.9, ale miała inną nazwę - "Library".

## Historia
NSV został stworzony na przełomie 2002/2003 przez Justina Frankela, kiedy pracował dla Nullsoft.
Początkowo kontener ten miał pokazać potencjał tkwiący w nowo rozwijanej technologii strumieniowej Ultravox. Od tamtego czasu został zaakceptowany jako medium strumieniowe AOL i wykorzystywany był do promocyjnych filmów dostępnych na stronach Winampa i AOL.

## Odtwarzacze
Aktualnie format NSV jest obsługiwany przez następujące odtwarzacze:
- Winamp
- MPlayer
- xine
- VLC